# Невельський провулок (Київ)
Не́вельський прову́лок — зниклий провулок, що існував у Подільському районі міста Києва, місцевість Пріорка. Пролягав від Вишгородської вулиці до вулиці Патона.

## Історія
Виник у 1-й третині XX століття під назвою Вишгородська (бічна) вулиця або Вишгородський провулок та як частина 708-ї Нової вулиці. Назву Невельський провулок отримав 1955 року, на честь міста Невельськ. 
Ліквідований у зв'язку зі зміною забудови в 1-й половині 1980-х років.